# Lambada (nummer)
Lambada is de debuutsingle van de Frans-Braziliaanse groep Kaoma. Het was een hit: eind 1989 werden wereldwijd meer dan 15 miljoen exemplaren verkocht. Op 20 juli 1989 werd het nummer wereldwijd op single uitgebracht, nadat 'Orangina' het nummer gebruikte voor een internationale publiciteitscampagne.

## Achtergrond
De naam van het nummer verwijst naar de gelijknamige Zuid-Amerikaanse dans, de Lambada.
De single werd een hit in veel landen en bereikte in onder meer de Eurochart Hot 100 de nummer 1-positie. In Ierland werd de vierde positie bereikt, evenals in de Britse UK Singles Chart. In Duitsland, Oostenrijk, Zwitserland, Frankrijk, Spanje, Portugal, Griekenland, Zweden, Noorwegen en Finland werd het eveneens een nummer 1-hit, terwijl in Denemarken, IJsland, Australië en Nieuw-Zeeland de top 10 haalde. In Nederland kwam het op nummer 1 in zowel de Nederlandse Top 40 als de Nationale Hitparade Top 100 en in Vlaanderen piekte het op de eerste positie in de voorloper van de Ultratop 50 en de Radio 2 Top 30.

## Plagiaat
Het liedje is een naar het Portugees vertaalde cover van Llorando se fue uit 1982 van de Boliviaanse groep Los Kjarkas. Omdat deze band nooit toestemming heeft gegeven voor het gebruikmaken van hun lied, werd dit plagiaat met succes bij de rechter aangevochten, en de band kreeg een symbolische schadevergoeding.

## Hitnoteringen

### Nederlandse Top 40
| Hitnotering: 02-09-1989 t/m 27-01-1990 | Hitnotering: 02-09-1989 t/m 27-01-1990 | Hitnotering: 02-09-1989 t/m 27-01-1990 | Hitnotering: 02-09-1989 t/m 27-01-1990 | Hitnotering: 02-09-1989 t/m 27-01-1990 | Hitnotering: 02-09-1989 t/m 27-01-1990 | Hitnotering: 02-09-1989 t/m 27-01-1990 | Hitnotering: 02-09-1989 t/m 27-01-1990 | Hitnotering: 02-09-1989 t/m 27-01-1990 | Hitnotering: 02-09-1989 t/m 27-01-1990 | Hitnotering: 02-09-1989 t/m 27-01-1990 | Hitnotering: 02-09-1989 t/m 27-01-1990 | Hitnotering: 02-09-1989 t/m 27-01-1990 | Hitnotering: 02-09-1989 t/m 27-01-1990 | Hitnotering: 02-09-1989 t/m 27-01-1990 | Hitnotering: 02-09-1989 t/m 27-01-1990 | Hitnotering: 02-09-1989 t/m 27-01-1990 | Hitnotering: 02-09-1989 t/m 27-01-1990 | Hitnotering: 02-09-1989 t/m 27-01-1990 | Hitnotering: 02-09-1989 t/m 27-01-1990 | Hitnotering: 02-09-1989 t/m 27-01-1990 | Hitnotering: 02-09-1989 t/m 27-01-1990 | Hitnotering: 02-09-1989 t/m 27-01-1990 |
| Week                                   | 1                                      | 2                                      | 3                                      | 4                                      | 5                                      | 6                                      | 7                                      | 8                                      | 9                                      | 10                                     | 11                                     | 12                                     | 13                                     | 14                                     | 15                                     | 16                                     | 17                                     | 18                                     | 19                                     | 20                                     | 21                                     |                                        |
| -------------------------------------- | -------------------------------------- | -------------------------------------- | -------------------------------------- | -------------------------------------- | -------------------------------------- | -------------------------------------- | -------------------------------------- | -------------------------------------- | -------------------------------------- | -------------------------------------- | -------------------------------------- | -------------------------------------- | -------------------------------------- | -------------------------------------- | -------------------------------------- | -------------------------------------- | -------------------------------------- | -------------------------------------- | -------------------------------------- | -------------------------------------- | -------------------------------------- | -------------------------------------- |
| Nummer                                 | 18                                     | 9                                      | 4                                      | 2                                      | 1                                      | 1                                      | 1                                      | 2                                      | 3                                      | 4                                      | 6                                      | 8                                      | 13                                     | 25                                     | 29                                     | 32                                     | 37                                     | 37                                     | 37                                     | 38                                     | 38                                     | uit                                    |

### Nationale Hitparade Top 100
| Hitnotering: 19-08-1989 t/m 13-01-1990 | Hitnotering: 19-08-1989 t/m 13-01-1990 | Hitnotering: 19-08-1989 t/m 13-01-1990 | Hitnotering: 19-08-1989 t/m 13-01-1990 | Hitnotering: 19-08-1989 t/m 13-01-1990 | Hitnotering: 19-08-1989 t/m 13-01-1990 | Hitnotering: 19-08-1989 t/m 13-01-1990 | Hitnotering: 19-08-1989 t/m 13-01-1990 | Hitnotering: 19-08-1989 t/m 13-01-1990 | Hitnotering: 19-08-1989 t/m 13-01-1990 | Hitnotering: 19-08-1989 t/m 13-01-1990 | Hitnotering: 19-08-1989 t/m 13-01-1990 | Hitnotering: 19-08-1989 t/m 13-01-1990 | Hitnotering: 19-08-1989 t/m 13-01-1990 | Hitnotering: 19-08-1989 t/m 13-01-1990 | Hitnotering: 19-08-1989 t/m 13-01-1990 | Hitnotering: 19-08-1989 t/m 13-01-1990 | Hitnotering: 19-08-1989 t/m 13-01-1990 | Hitnotering: 19-08-1989 t/m 13-01-1990 | Hitnotering: 19-08-1989 t/m 13-01-1990 | Hitnotering: 19-08-1989 t/m 13-01-1990 | Hitnotering: 19-08-1989 t/m 13-01-1990 | Hitnotering: 19-08-1989 t/m 13-01-1990 |
| Week                                   | 1                                      | 2                                      | 3                                      | 4                                      | 5                                      | 6                                      | 7                                      | 8                                      | 9                                      | 10                                     | 11                                     | 12                                     | 13                                     | 14                                     | 15                                     | 16                                     | 17                                     | 18                                     | 19                                     | 20                                     | 21                                     |                                        |
| -------------------------------------- | -------------------------------------- | -------------------------------------- | -------------------------------------- | -------------------------------------- | -------------------------------------- | -------------------------------------- | -------------------------------------- | -------------------------------------- | -------------------------------------- | -------------------------------------- | -------------------------------------- | -------------------------------------- | -------------------------------------- | -------------------------------------- | -------------------------------------- | -------------------------------------- | -------------------------------------- | -------------------------------------- | -------------------------------------- | -------------------------------------- | -------------------------------------- | -------------------------------------- |
| Nummer                                 | 86                                     | 57                                     | 20                                     | 9                                      | 3                                      | 2                                      | 1                                      | 1                                      | 1                                      | 1                                      | 2                                      | 2                                      | 3                                      | 7                                      | 8                                      | 15                                     | 22                                     | 27                                     | 36                                     | 60                                     | 79                                     | uit                                    |

### NPO Radio 2 Top 2000
| Nummer met noteringen in de NPO Radio 2 Top 2000 | '99 | '00  | '01  | '02  | '03  |
| ------------------------------------------------ | --- | ---- | ---- | ---- | ---- |
| Lambada                                          | 731 | 1446 | 1912 | 1937 | 1713 |

1. ↑  Een vetgedrukt getal geeft de hoogste notering aan.
2. ↑  Deze tabel is bijgewerkt tot en met de meest recente editie (2024).